# Trisectrix van Maclaurin

Trisectrix van Maclaurin, voortgebracht door het snijpunt van twee roterende lijnen

De trisectrix van Maclaurin is een derdegraads vlakke kromme die gebruikt kan worden als hulpmiddel bij de trisectie (driedeling) van een hoek. De naam “trisectrix” komt uit het Latijn: sectrix, vrouwelijk van sector = snijder; < secare = snijden; dus een kromme die een trisectie (driedeling) tot stand brengt. De kromme is vernoemd naar de Schotse wiskundige Colin Maclaurin die in 1742 als eerste de kromme bestudeerde.
Een generalisatie van de kromme is de sectrix van Maclaurin, die behoort tot de familie van Plateau-krommen.
De kromme is de meetkundige plaats van de snijpunten van twee lijnen die elk roteren om twee vaste punten, waarbij de groottes van de hoeken tussen die lijnen en de verbindingslijn van beide punten zich verhouden als 1 : 3. In de uitgangspositie vallen beide lijnen met die verbindingslijn samen.

## Tweede constructie

Trisectrix met een cirkel als uitgangspunt

Op een cirkel met middellijn {\displaystyle AB}, middelpunt {\displaystyle M} en straal {\displaystyle 2a} ligt een punt {\displaystyle E}. De lijn {\displaystyle AE} snijdt de middelloodlijn van het lijnstuk {\displaystyle ME} in het punt {\displaystyle F}. Dan geldt:
- De meetkundige plaats van het punt {\displaystyle F} is de trisectrix van Maclaurin als het punt {\displaystyle E} de cirkel doorloopt.

Immers, als in de M-gelijkbenig driehoek {\displaystyle EAM} geldt dat {\displaystyle \angle MAE=\theta } is, dan is {\displaystyle \angle AEM=\theta } en {\displaystyle \angle BME=2\theta }, zodat {\displaystyle \angle BMF=3\theta }.

## Vergelijkingen
Poolcoördinaten
In driehoek {\displaystyle AME} is, met {\displaystyle \angle MAE=\theta } en {\displaystyle AF=r}, {\displaystyle \angle AFM=2\theta }. Dan is volgens de sinusregel:
{\displaystyle {\frac {2a}{\sin 2\theta }}={\frac {r}{\sin({{180}^{\text{o}}}-3\theta )}}={\frac {r}{\sin 3\theta }}\quad }zodat:
{\displaystyle r=2a{\frac {\sin 3\theta }{\sin 2\theta }}=a(4\cos \theta -\sec \theta )}
Hiermee behoort de trisectrix van Maclaurin tot de familie van de conchoïden van De Sluse.
Carthesische coördinaten
Is in een standaard carthesisch coördinatenstelsel {\displaystyle O\equiv A} en {\displaystyle M=(2a,0)}, dan heeft de cirkel met middellijn {\displaystyle AB} de vergelijking:
{\displaystyle {{x}^{2}}-4ax+{{y}^{2}}=0}
Is de vergelijking van de lijn {\displaystyle OE} nu {\displaystyle y=mx}, dan zijn de coördinaten van de punten {\displaystyle E} en het midden {\displaystyle C} van {\displaystyle ME}:
{\displaystyle E=\left({\frac {4a}{{{m}^{2}}+1}},{\frac {4am}{{{m}^{2}}+1}}\right)\quad } en {\displaystyle \quad C=\left({\frac {3a+a{{m}^{2}}}{{{m}^{2}}+1}},{\frac {2am}{{{m}^{2}}+1}}\right)}
De coördinaten van het punt {\displaystyle F} volgen dan uit de vergelijkingen van de twee lijnen die {\displaystyle F} bepalen, te weten de lijn {\displaystyle OE} en de middelloodlijn van {\displaystyle ME}:
{\displaystyle y=mx\quad } en {\displaystyle \quad y={\frac {{{m}^{2}}-1}{2m}}\left(x-{\frac {3a+a{{m}^{2}}}{{{m}^{2}}+1}}\right)+{\frac {2am}{{{m}^{2}}+1}}}
Na enig rekenwerk blijkt dan, door eliminatie van {\displaystyle m} uit die vergelijkingen, dat de coördinaten van {\displaystyle F} voldoen aan de vergelijking:
{\displaystyle x({{x}^{2}}+{{y}^{2}})=a(3{{x}^{2}}-{{y}^{2}})}

## Eigenschappen
- Uit de vergelijking van de trisectrix blijkt dat deze symmetrisch is in de x-as.
- De lijn met vergelijking {\displaystyle x=-a} is verticale asymptoot van trisectrix.
- De kromme snijdt de x-as in de punten {\displaystyle (0,0)} en {\displaystyle (3a,0)}.
- Het punt {\displaystyle (0,0)} is dubbelpunt.
- De raaklijnen in het dubbelpunt maken hoeken van {\displaystyle \pm 60^{\circ }} met de x-as.

## Trisectie van een hoek
Is de kromme getekend, dan kan deze gebruikt worden om een gegeven hoek met grootte {\displaystyle \varphi } in drie gelijk stukken te verdelen.
De hoek wordt zo geplaatst dat het hoekpunt samenvalt met het het middelpunt {\displaystyle M} van de hulpcirkel, waarbij een been van de hoek samenvalt met de symmetrieas van de kromme. Het snijpunt {\displaystyle F} van het andere been van de hoek met de kromme wordt dan verbonden met het dubbelpunt {\displaystyle A}. Dan is {\displaystyle \angle MAF=\varphi /3}.